# دنیس دمیتریف
دنیس دمیتریف (روسی: Денис Сергеевич Дмитриев؛ زادهٔ ۲۳ مارس ۱۹۸۶) دوچرخه‌سوار اهل روسیه است.
وی در مسابقات کشوری و بین‌المللی در مجموع برندهٔ ۴ مدال طلا، ۲ مدال نقره، ۱۰ مدال برنز شده‌است.